# Itaya
Itaya é um género botânico pertencente à família Arecaceae.